# Dorfkirche Naundorf (Forst (Lausitz))

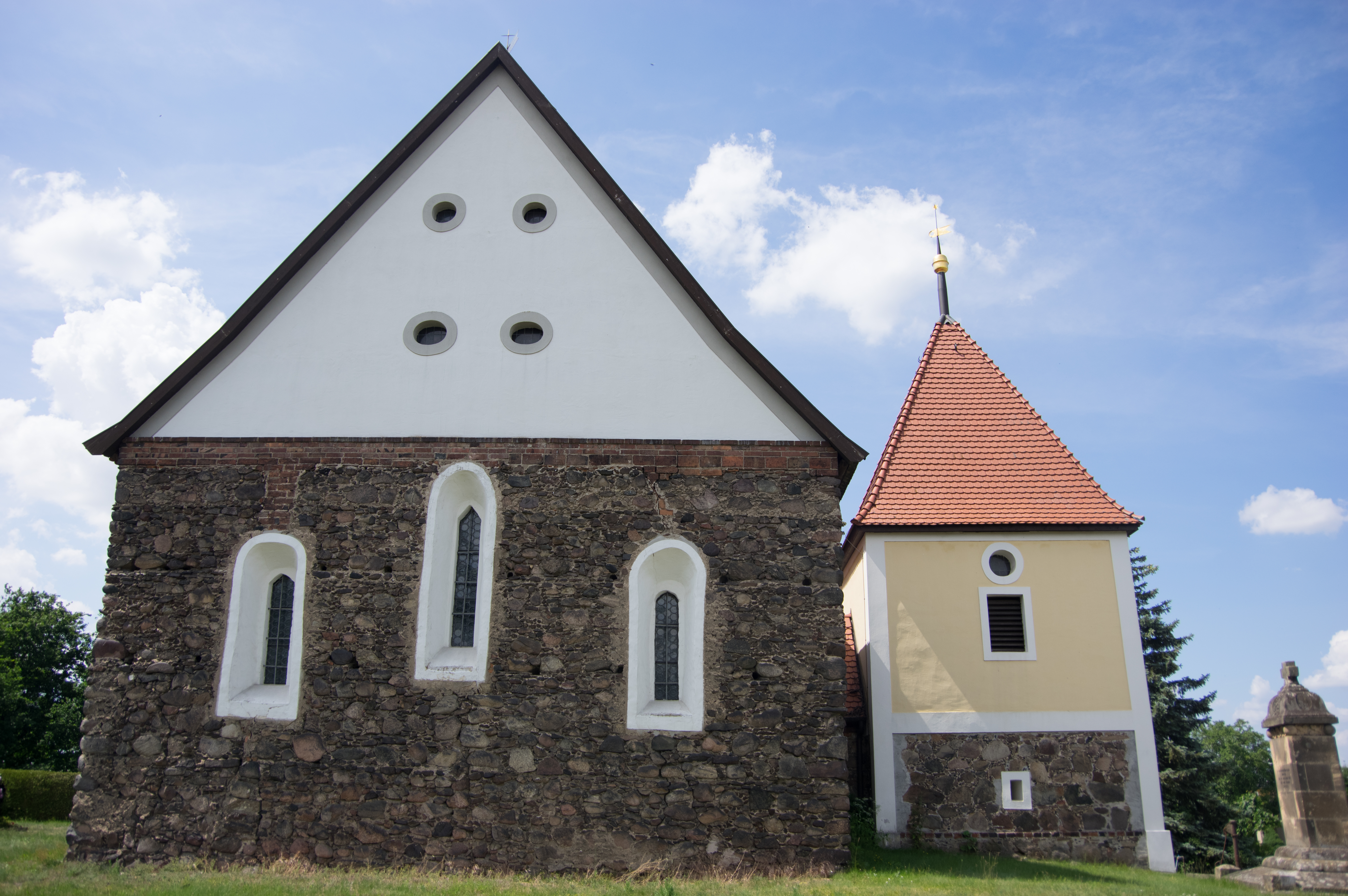
Dorfkirche Naundorf mit Kirchturm (2019)

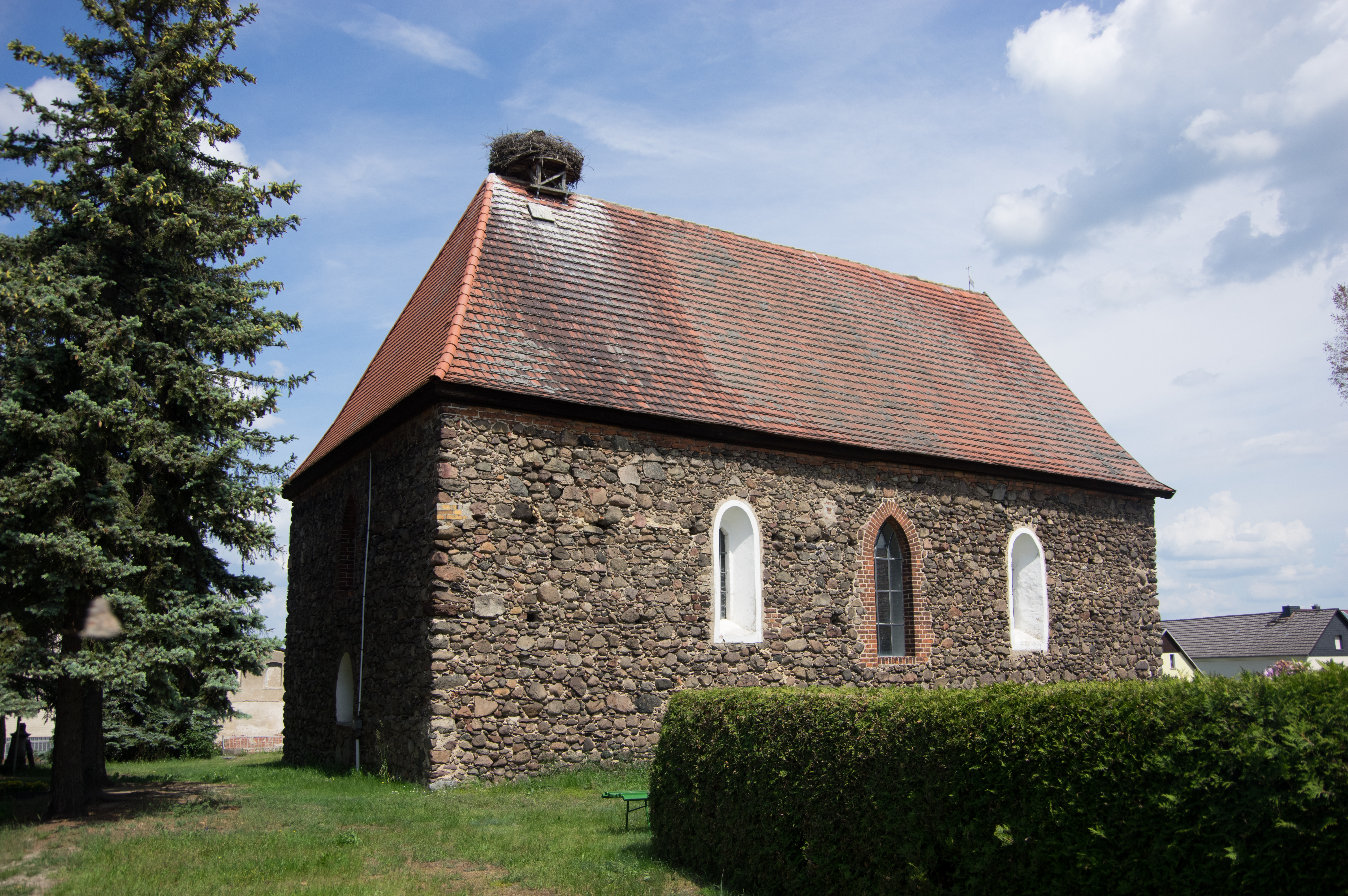
Kirchenschiff (2019)

Die Dorfkirche Naundorf ist das Kirchengebäude im Ortsteil Naundorf der Stadt Forst (Lausitz) im Landkreis Spree-Neiße in Brandenburg. Es gehört der Ortskirchengemeinde Forst-Nord im Kirchenkreis Cottbus der Evangelischen Kirche Berlin-Brandenburg-schlesische Oberlausitz. Die Kirche steht unter Denkmalschutz.

## Architektur und Geschichte
Die Dorfkirche Naundorf wurde im 14. oder 15. Jahrhundert als Feldsteinkirche gebaut. In der Südwand befinden sich zwei verschieden große Lanzettfenster mit geputzten Gewänden, dazwischen liegt ein etwas größeres und mit Backsteinen gefasstes Spitzbogenfenster. Das frühere Eingangsportal in der Westwand wurde später zur Hälfte zugemauert und enthält heute ein spitzbogiges Fenster, darüber liegt ein weiteres Spitzbogenfenster mit Backsteingewände. An der Ostwand hat die Kirche drei gestaffelte Lanzettfenster. Der Giebel der Ostwand ist eine verputzte Fachwerkkonstruktion mit Ziegelausfachung, im Giebel liegen vier als Rechteck angeordnete Rundfenster. Die Nordwand ist fensterlos. Das Satteldach der Kirche ist über der Westwand abgewalmt.
Im Jahr 1818 wurde vor der Nordseite der Kirche ein quadratischer Glockenturm gebaut und durch einen Gang mit dem Kirchenschiff verbunden. Der zweigeschossige Turm steht auf einem Feldsteinsockel und hat einen verputzten Oberteil aus Fachwerk. Die Geschosse sind durch Ecklisenen gefasst und werden durch ein horizontales Putzband getrennt. Der Zugang an der Nordseite des Turms, der heute auch der einzige Zugang zur Kirche ist, ist durch ein Putzband gerahmt. Über dem Eingang befindet sich eine Inschrift mit dem Baujahr des Turms. Der Turm wird durch ein hohes Zeltdach mit Knauf und Wetterfahne abgeschlossen. Der Verbindungsgang zwischen dem Turm und dem Kirchenschiff ist mit Feldsteinmauerwerk ausgeführt und hat ein Satteldach.
Im Innenraum hat die Kirche eine dunkle Holzbalkendecke; die Wände sind verputzt und geweißt. An der Nord- und Westseite stehen Emporen aus Holz aus dem 19. Jahrhundert. Unter der Westempore wurde eine Winterkirche eingerichtet, die im Jahr 1960 durch eine Holz-Glas-Wand vom Rest des Innenraums abgetrennt wurde.

## Ausstattung
Zur Ausstattung der Dorfkirche Naundorf gehört ein hölzerner Kanzelaltar aus der Zeit um 1730. Dieser hat einen mit Säulen gerahmten, polygonalen Korb und ist mit der Strahlensonne bekrönt. Das Taufbecken aus Holz wurde 1876 gefertigt, die Taufschale stammt vermutlich aus dem 16. oder 17. Jahrhundert. In der Brüstung der Westempore wurden Fragmente eines früheren spätgotischen Flügelaltars eingefügt. Im Turm stehen zwei Inschriftgrabsteine aus dem 17. und 18. Jahrhundert.
Im Jahr 1902 erwarb die Pfarrei Naundorf vom Orgelbauer Wilhelm Kummer aus Minden eine Orgel aus zweiter oder dritter Hand. Sie wurde 2019 restauriert und am 20. Oktober 2019 wieder eingeweiht.